# Robert Whetters
Robert „Bob“ Whetters (* 2. September 1939) ist ein ehemaliger australischer Radrennfahrer und nationaler Meister im Radsport.

## Sportliche Laufbahn
Whetters war Teilnehmer der Olympischen Sommerspiele 1960 in Rom. Im olympischen Straßenrennen schied er beim Sieg von Wiktor Kapitonow aus. Im Bahnradsport war er in der Mannschaftsverfolgung am Start. Sein Team in der Besetzung Warren Scarfe, Garry Jones, Robert Whetters und Frank Brazier schied in der Qualifikationsrunde aus.
1960 gewann er die nationale Meisterschaft in der Einerverfolgung der Amateure. 1967 wurde er Zweiter in der Herald Sun Tour of Victoria hinter Barry Waddell.
Von 1967 bis 1975 war er als Berufsfahrer aktiv. 1969 gewann er den nationalen Titel im Straßenrennen der Profis. 1972 bis 1974 startete er für kleinere belgische Radsportteams wie Novy–Romy Pils–Total oder Hertekamp.
Whetters bestritt ebenfalls Sechstagerennen und erzielte dabei mehrfach vordere Platzierungen. Das Sechstagerennen von Launceton konnte er 1969 mit Keith Oliver für sich entscheiden. Beide siegten auch 1972 in diesem Rennen.